# 42377 KLENOT
كي أل إي أن أو تي (ويعرف أيضًا باسم 42377 كي أل إي أن أو تي وفق تسمية الكوكب الصغير) (بالإنجليزية: KLENOT)‏ هو كويكب ضمن حزام الكويكبات؛ وترتيبه 42377 من حيث الاكتشاف.
اكتُشف هذا الجُرم الفلكي بواسطة Kleť Observatory ‏ في 8 مارس 2002.

## وصلات خارجية
- 42377 KLENOT في قاعدة بيانات مختبر الدفع النفاث لأجرام النظام الشمسي الصغيرة

- الاكتشاف · مخطط المدار ·  العناصر المدارية · المعلمات المادية

- 42377 KLENOT على موقع ويكي سكاي: DSS2, SDSS, GALEX, IRAS, Hydrogen α, X-Ray, Astrophoto, Sky Map, Articles and images